# Ulica Olsztyńska w Lidzbarku Warmińskim
Ulica Olsztyńska – jedna z głównych dróg w Lidzbarku Warmińskim. Rozpoczyna się przy wjeździe do miasta od strony Olsztyna trasą 51. Rozwidla się na trasy 511 i 513. Trasa kończy się przy wyjeździe z miasta w stronę Górowa Iławeckiego. Trasa bierze swą nazwę od kierunku w jakim prowadzi. 

## Obiekty
Przy ulicy Olsztyńskiej znajdują się m.in.:
- Ośrodek sportów zimowych "Góra Krzyżowa"
- Fabryka "Szkło"
- Trzy stacje benzynowe
- Pogotowie Ratunkowe i Straż Pożarna
- Polmlek "Warmia"
- Park im. Ireny Kwinto
- Jednostka wojskowa 9 Warmińskiego Pułku Rozpoznawczego
- Os. im. Marcina Kromera

## Dane drogi
Trasa posiada po jednym pasie w obie strony. Na trasie znajduje się rondo z parkingiem.